# Gerhard Friedrich (Schauspieler)
Gerhard Friedrich (* 19. August 1929 in Freiburg im Breisgau; † 28. März 2020 in Groß-Zimmern) war ein deutscher Schauspieler.

## Leben
Friedrich absolvierte eine Schauspielausbildung an der Otto-Falckenberg-Schule in München, danach bekam er ein Engagement am Deutschen Theater Berlin, welches mit dem Mauerbau 1961 endete. Zwischen 1965 und 1968 spielte er am Deutschen Schauspielhaus Hamburg unter anderem in Dantons Tod, Der Widerspenstigen Zähmung und Ein Sommernachtstraum. Am Thalia Theater (Hamburg) spielte er von 1965 bis 1980 unter anderem in Hamlet, Kiss me Kate, Maria Stuart und Der Hauptmann von Köpenick. 1972 ging er mit einer Woyzeck-Inszenierung des Goethe-Instituts auf Welt-Tournee. Mit seinem Intendanten Boy Gobert wechselte er 1980 vom Thalia Theater an die Staatlichen Schauspielbühnen Berlin.
Friedrich hatte zudem Engagements an den Münchner Kammerspielen, am Theater am Kurfürstendamm, am Renaissance-Theater und bei den Salzburger Festspielen. An der Berliner Philharmonie wirkte er unter der musikalischen Leitung von Herbert von Karajan in Tosca mit. 2006 trat er unter anderem mit Edith Hancke in der Komödie Herbstzeitlose auf. Als Theaterregisseur inszenierte Friedrich an den Hamburger Kammerspielen und am Thalia-Theater.
Neben der Arbeit am Theater spielte er auch verschiedene Fernsehrollen, häufig Gastrollen in Fernsehserien. Eine seiner bekanntesten Rollen war die des Bernhard Tenstaag, dem Chef des West-Berliner Werkes der Firma Möbel Union, in der Serie Die Wicherts von nebenan.
2008 heiratete Friedrich seine langjährige Lebensgefährtin. Gerhard Friedrich lebte in Berlin.

## Filmografie (Auswahl)
- 1957: Kopf oder Zahl
- 1959: Spuk in Villa Sonnenschein (Fernsehfilm)
- 1963: Dame Kobold
- 1969: Jacques Offenbach – Ein Lebensbild
- 1970: Graf Yoster gibt sich die Ehre – Nautische Künste
- 1972: Tatort: Rechnen Sie mit dem Schlimmsten (Fernsehreihe)
- 1982: Die weiße Rose
- 1984: Er-Goetz-liches
- 1984: Tanzschule Kaiser
- 1984: Drei Damen vom Grill (Fernsehserie, zwei Folgen)
- 1985: Der Tod aus dem Computer
- 1985: Ich heirate eine Familie
- 1985: Tatort: Tod macht erfinderisch
- 1985: Ein Heim für Tiere (Fernsehserie, eine Folge)
- 1986–1991: Die Wicherts von nebenan
- 1986: Didi – Der Untermieter
- 1986: Wenn schon, denn schon
- 1987: Praxis Bülowbogen
- 1988: Justitias kleine Fische
- 1990: Der doppelte Nötzli
- 1990: Wie gut, daß es Maria gibt
- 1991: Der Hausgeist
- 1992: Tatort: Verspekuliert
- 1992: Der Landarzt
- 1994: Der Havelkaiser
- 1996: Für alle Fälle Stefanie – Gegen jede Vernunft
- 1997: Röpers letzter Tag
- 1999: Dr. Sommerfeld – Neues vom Bülowbogen – Das Herz einer Mutter

## Theater
- 1959: Maxim Gorki: Sommergäste (Samyslow) – Regie: Wolfgang Heinz (Deutsches Theater Berlin)

## Hörspiele
- 1956: Nâzım Hikmet: Legende von der Liebe (Ferchad) – Regie: Otto Dierichs  (Rundfunk der DDR)